# Fewa

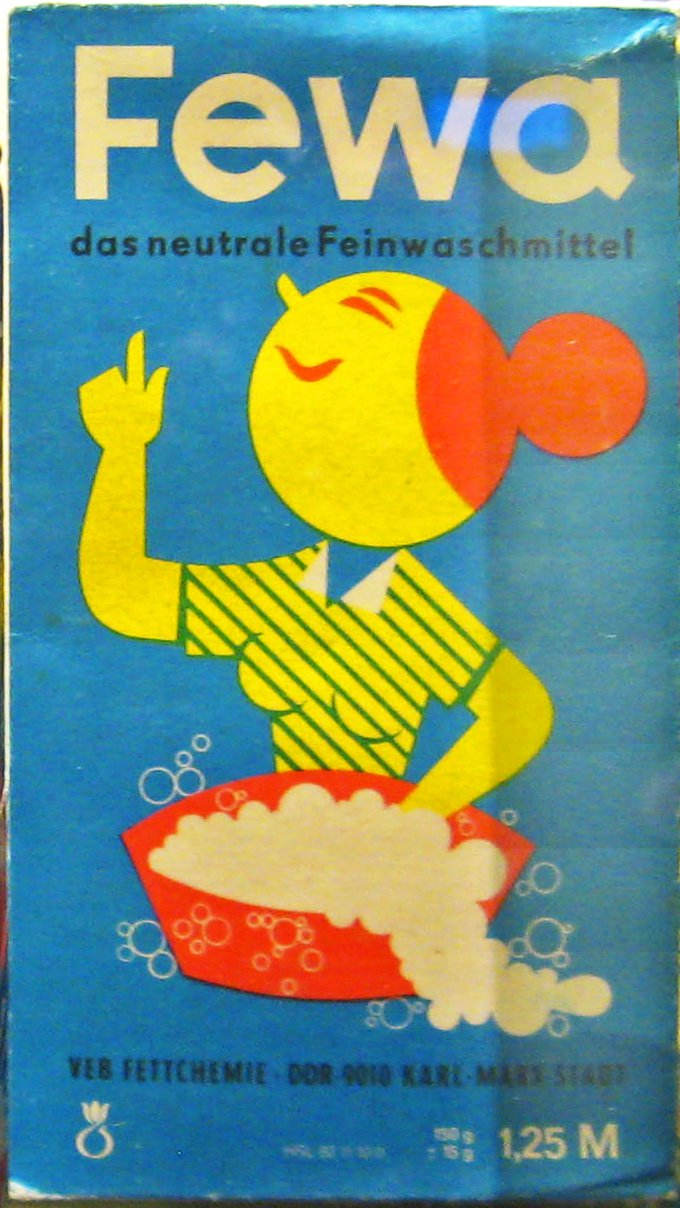
Fewa-Waschmittelkarton mit der Werbefigur „Johanna“

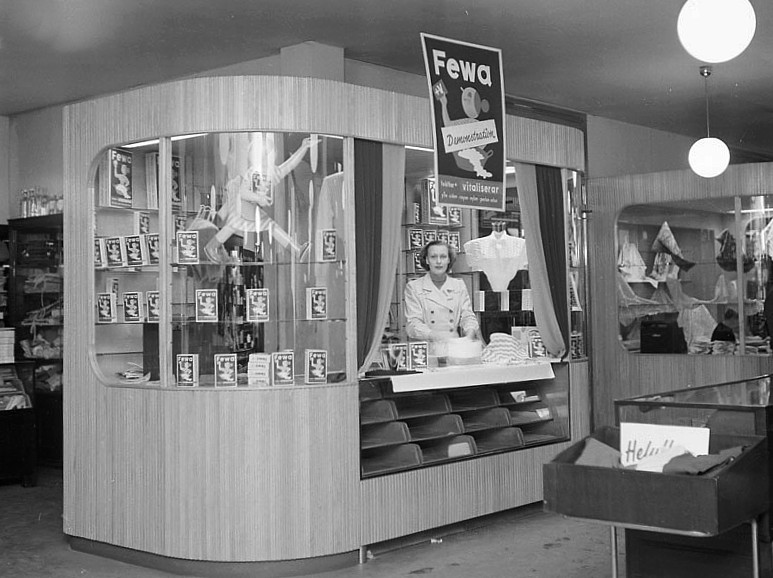
Vorführung von Fewa in einem Warenhaus in Stockholm, 1953

Fewa (Abkürzung für Feinwaschmittel) ist eine Marke des Henkel-Konzerns und zugleich die Bezeichnung für das erste vollsynthetische Waschmittel der Welt. Es wurde 1932 in Chemnitz von Heinrich Bertsch entwickelt.

## Geschichte
1924 trat der damals 27-jährige Heinrich Bertsch in der Chemnitzer „Böhme AG“ eine Stelle als Chemiker an. Dort forschte er an der Verbesserung von Waschmitteln, da diese zu jener Zeit die Fasern schädigten und die Farben auswuschen. In dieser Funktion erfand Bertsch 1932 das erste Feinwaschmittel und zugleich das erste vollsynthetische Waschmittel der Welt, welches unter dem Namen Fewa bekannt wurde. Das Produkt bestand aus folgenden Inhaltsstoffen:
- 57 % Natriumsulfat
- 35 % Fettalkoholsulfat
- 5 % Wasser
- 2 % Fettalkohol
  - 1 % Hexametaphosphat

Das neue Waschmittel wurde ein voller Erfolg und verkaufte sich so gut, dass bis 1938 drei Produktionsanlagen für Fewa in Betrieb genommen wurden. 1935 wurde die Fewa-Produktion in die „Böhme-Fettchemie GmbH“ ausgelagert und war ab da ein Tochterunternehmen des Henkel-Konzerns. Noch vor dem Zweiten Weltkrieg entwickelte sich Fewa zum zweiterfolgreichsten Waschmittel hinter dem ebenfalls aus dem Henkel-Konzern stammenden Marktführer Persil.

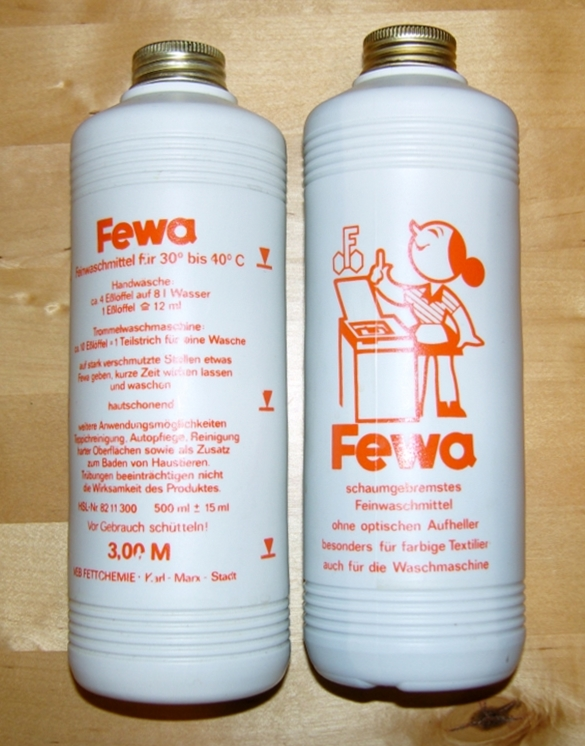
Flüssiges Fewa-Waschmittel aus DDR-Produktion

Nach dem Krieg lief die Produktion des Waschmittels in der Sowjetischen Besatzungszone in Chemnitz im späteren VEB Fettchemie Karl-Marx-Stadt wieder an. Es wurde in der DDR unter dem Markennamen „Fewa“ – das neutrale Feinwaschmittel im Einzelhandel verkauft. Die Herstellung von Fewa endete 1992 endgültig mit der Liquidation des Unternehmens.
In Österreich vertreibt Henkel noch ein Feinwaschmittel unter der Marke Fewa. In Deutschland wird das gleiche Waschmittel unter der Marke Perwoll verkauft.

## Werbung
Der Name Fewa wurde später werbetechnisch bedingt in „Für Eure Wäsche ausgezeichnet“ umgedeutet. Wurde das Produkt anfangs mit einem Wollmännchen auf der Vorderseite des Waschmittelkartons beworben, kam schon 1938 die von Karl Nebel entworfene und später populäre Werbefigur „Johanna“ zum Einsatz. Auch nach dem Krieg blieb die Figur in Ost und West bekannt, da in beiden Staaten die Rechtsnachfolge für die gleiche Produktgruppe bestehen blieb. In Westdeutschland warb Fewa Anfang der 1950er Jahre mit dem Slogan: „Jetzt wieder in Friedensqualität“. In der DDR war die „Johanna“ die einzige Werbefigur, deren Wurzel bis in die Vorkriegszeit zurückreichte. Sie wurde von Horst Geil für den VEB Fettchemie modifiziert.